# Morti il 25 febbraio
| Questa pagina contiene informazioni ricavate automaticamente dalle voci biografiche con l'ausilio del template Bio e di un bot. L'aggiornamento è periodico e automatico e ricostruisce completamente la pagina. Se manca una persona in questa lista, sei pregato di non aggiungerla, ma accertati piuttosto che la sua voce biografica contenga il template Bio e che i dati anagrafici siano correttamente compilati. Se il template Bio manca, inseriscilo tu stesso o, in alternativa, metti l'avviso {{tmp\|Bio}} che ne segnala la mancanza. Se i dati riportati sono sbagliati, correggi direttamente la voce biografica; le modifiche saranno visibili in questa lista entro pochi giorni. Per chiarimenti vedi il progetto biografie. La lista contiene solo le 552 persone che sono citate nell'enciclopedia e per le quali è stato implementato correttamente il template Bio. Pagina aggiornata al 13 ago 2025. |

## VI secolo(1)
- 586 - Pretestato di Rouen, arcivescovo franco

## VIII secolo(1)
- 779 - Valpurga di Heidenheim, badessa, missionaria e santa inglese

## IX secolo(3)
- 805 - De Zong, imperatore cinese (n. 742)
- 806 - Tarasio di Costantinopoli, vescovo bizantino (n. 730)
- 813 - Odelperto di Milano, arcivescovo italiano

## XI secolo(4)
- 1017 - Raimondo Borrell di Barcellona, conte (n. 972)
- 1018 - Arnolfo II da Arsago, arcivescovo italiano
- 1055 - Udalrico II, vescovo italiano
- 1100 - Gerlando di Agrigento, vescovo e santo italiano

## XII secolo(1)
- 1117 - Roberto d'Arbrissel, teologo francese

## XIII secolo(5)
- 1210 - Prepositino da Cremona, teologo e filosofo italiano
- 1220 - Alberto II di Brandeburgo, nobile tedesco
- 1246 - Dafydd ap Llywelyn, principe (n. 1215)
- 1247 - Enrico IV di Limburgo, nobile
- 1265 - Ulrico di Württemberg, nobile tedesco (n. 1226)

## XIV secolo(3)
- 1328 - Ottone IV di Ravensberg, nobile tedesco
- 1336 - Margiris, principe lituano
- 1354 - Fregnano della Scala, condottiero italiano

## XV secolo(2)
- 1472 - Antonio Colonna, conte di Albe, nobile italiano
- 1495 - Şehzade Cem, principe ottomano (n. 1459)

## XVI secolo(8)
- 1525 - Girolamo Landriani, politico, giurista e religioso italiano
- 1525 - Galeazzo Sanseverino, nobile e condottiero italiano
- 1536 - Jakob Hutter, predicatore e teologo austriaco
- 1547 - Vittoria Colonna, nobile e poetessa italiana
- 1553 - Hirate Masahide, militare giapponese (n. 1492)
- 1596 - David Aichler, abate tedesco (n. 1545)
- 1597 - Gabriele del Monte, vescovo cattolico italiano
- 1600 - Sebastiano Aparicio, religioso spagnolo (n. 1502)

## XVII secolo(19)
- 1601 - Robert Devereux, II conte d'Essex, militare inglese (n. 1567)
- 1602 - Aurelio Gatti, pittore italiano (n. 1556)
- 1603 - Catherine Carey, contessa di Nottingham, nobildonna inglese (n. 1550)
- 1610 - Philippe Canaye, giurista francese (n. 1551)
- 1618 - Elizabeth Spencer, baronessa Hunsdon, nobildonna e poetessa inglese (n. 1552)
- 1626 - Enea Salmeggia, pittore italiano
- 1634 - Albrecht von Wallenstein, generale e politico tedesco (n. 1583)
- 1636 - Santorio Santorio, medico, filosofo e fisiologo italiano (n. 1561)
- 1639 - Roelant Savery, pittore fiammingo (n. 1576)
- 1643 - Marco da Gagliano, compositore e religioso italiano (n. 1582)
- 1655 - Daniel Heinsius, filologo olandese (n. 1580)
- 1656 - Enrichetta Caterina di Joyeuse, nobile francese (n. 1585)
- 1659 - Willem Drost, pittore olandese (n. 1633)
- 1670 - Matteo Garvo Allio, scultore italiano
- 1673 - Joseph Caryl, religioso inglese (n. 1602)
- 1674 - Stefano De Mari, doge (n. 1593)
- 1682 - Alessandro Stradella, compositore italiano (n. 1643)
- 1686 - Abraham Calovius, teologo e filosofo polacco (n. 1612)
- 1689 - Khushal Khan Khattak, poeta e scrittore afghano (n. 1613)

## XVIII secolo(29)
- 1704 - Isabella Leonarda, compositrice e religiosa italiana (n. 1620)
- 1705 - Sybrandus van Noordt, compositore, clavicembalista e organista olandese (n. 1659)
- 1713 - Federico I di Prussia, sovrano (n. 1657)
- 1715 - Pu Songling, scrittore cinese (n. 1640)
- 1717 - Filippo della Torre, vescovo cattolico, antiquario e numismatico italiano (n. 1657)
- 1719 - Niccolò Acciaiuoli, cardinale italiano (n. 1630)
- 1719 - Giovanni Maria Casini, compositore, organista e religioso italiano (n. 1652)
- 1723 - Christopher Wren, architetto, fisico e matematico inglese (n. 1632)
- 1728 - Alexander zu Dohna-Schlobitten, militare e diplomatico prussiano (n. 1661)
- 1740 - Girolamo Mattei Orsini, arcivescovo cattolico, letterato e diplomatico italiano (n. 1672)
- 1741 - Ferdinando Porretti, latinista, scrittore e teologo italiano (n. 1684)
- 1746 - Paolo Mattia Doria, filosofo e matematico italiano (n. 1667)
- 1748 - Anna di Schleswig-Holstein-Sonderburg-Wiesenburg, nobildonna tedesca (n. 1665)
- 1751 - Georg Caspar Schürmann, compositore tedesco
- 1756 - Eliza Haywood, scrittrice inglese (n. 1693)
- 1762 - Giovanni Battista Piamontini, scultore italiano (n. 1695)
- 1764 - Yves-Marie André, filosofo francese (n. 1675)
- 1766 - Charles de Rohan-Rochefort, nobile francese (n. 1693)
- 1769 - Henry Flitcroft, architetto inglese (n. 1697)
- 1772 - Antonio Fanzaresi, pittore italiano (n. 1700)
- 1785 - Gottlieb Friedrich Bach, pittore e organista tedesco (n. 1714)
- 1786 - Thomas Wright, astronomo, matematico e architetto inglese (n. 1711)
- 1787 - Anton Ignaz von Fugger-Glött, vescovo cattolico austriaco (n. 1711)
- 1791 - Vincent Ogé, mercante e attivista francese (n. 1755)
- 1796 - Giovanni Battista Borghi, compositore italiano (n. 1738)
- 1796 - Jean Nicolas Stofflet, generale francese (n. 1753)
- 1798 - Luigi Giulio Mancini-Mazzarino, diplomatico e scrittore francese (n. 1716)
- 1799 - William Dawes, militare statunitense (n. 1745)
- 1800 - Carlo Barletti, fisico italiano (n. 1735)

## XIX secolo(71)
- 1801 - Benedetto Stay, presbitero, latinista e poeta italiano (n. 1714)
- 1802 - Charles O'Hara, generale britannico (n. 1740)
- 1805 - Federica Luisa d'Assia-Darmstadt, regina (n. 1751)
- 1806 - Vasilij Alekseevič Kar, generale russo (n. 1730)
- 1806 - Giuseppe Menghetti, fantino italiano (n. 1784)
- 1808 - Matteo Biffi Tolomei, economista e politico italiano (n. 1730)
- 1809 - John Murray, IV conte di Dunmore, nobile e politico scozzese (n. 1730)
- 1815 - Pëtr Petrovič Dolgorukov, generale e nobile russo (n. 1744)
- 1816 - Francesco Apostoli, avventuriero italiano (n. 1755)
- 1816 - Friedrich Wilhelm von Bülow, generale prussiano (n. 1755)
- 1819 - Francisco Manuel do Nascimento, poeta portoghese (n. 1734)
- 1822 - William Pinkney, politico e diplomatico statunitense (n. 1764)
- 1828 - Domenico Lentini, presbitero italiano (n. 1770)
- 1828 - Costantino di Salm-Salm, nobile (n. 1762)
- 1829 - Giovanni Raimondo Torlonia, nobile e banchiere italiano (n. 1754)
- 1831 - Giovanni Battista Baldelli Boni, militare e letterato italiano (n. 1766)
- 1831 - Belisario Cristaldi, cardinale italiano (n. 1764)
- 1831 - Friedrich Maximilian Klinger, scrittore e drammaturgo tedesco (n. 1752)
- 1832 - Giuseppe Boerio, funzionario, magistrato e giurista italiano (n. 1754)
- 1836 - Gianbattista Occhipinti Scopetta, francescano italiano (n. 1770)
- 1845 - Pietro Domenico Polfranceschi, politico e generale italiano (n. 1766)
- 1850 - Daoguang, imperatore cinese (n. 1782)
- 1851 - Giovanni Carlo Cosenza, drammaturgo italiano (n. 1765)
- 1852 - Thomas Moore, poeta, commediografo e attore teatrale irlandese (n. 1779)
- 1853 - Félix Varela, filosofo cubano (n. 1788)
- 1854 - Carlo Maria L'Occaso, storico, poeta e patriota italiano (n. 1809)
- 1854 - James Thompson, educatore e religioso scozzese (n. 1788)
- 1855 - Maria Adeodata Pisani, religiosa italiana (n. 1806)
- 1856 - George Don, botanico scozzese (n. 1798)
- 1860 - Jean-Jacques Champin, litografo e illustratore francese (n. 1796)
- 1860 - Friedrich Thiersch, pedagogista e filologo tedesco (n. 1784)
- 1861 - Agostino Chiodo, generale e politico italiano (n. 1791)
- 1863 - Laure Cinti-Damoreau, soprano e compositrice francese (n. 1801)
- 1864 - Anna Harrison, first lady statunitense (n. 1775)
- 1865 - Otto Ludwig, scrittore e drammaturgo tedesco (n. 1813)
- 1866 - John Lee, astronomo, matematico e numismatico britannico (n. 1783)
- 1867 - Giuseppe Elena, incisore italiano (n. 1801)
- 1868 - Édouard Monnais, drammaturgo e giornalista francese (n. 1798)
- 1868 - Sophie Schröder, attrice teatrale tedesca (n. 1781)
- 1868 - Ludwig Türck, neurologo austriaco (n. 1810)
- 1869 - Henry Adoniram Swift, politico statunitense (n. 1823)
- 1870 - Louis-Jacques-Maurice de Bonald, cardinale e arcivescovo cattolico francese (n. 1787)
- 1870 - Henrik Hertz, scrittore e poeta danese (n. 1797)
- 1873 - Giacomo Oneto, banchiere e politico italiano (n. 1790)
- 1873 - Philippe-Paul de Ségur, militare e storico francese (n. 1780)
- 1875 - Luigi Natoli, arcivescovo cattolico italiano (n. 1799)
- 1877 - Jang Bahadur Rana, generale e politico nepalese (n. 1817)
- 1878 - François Bertrand, militare francese (n. 1823)
- 1879 - John Rose Holden, politico canadese (n. 1821)
- 1879 - Karl Wilhelm von Willisen, generale prussiano (n. 1790)
- 1881 - Carolina Cristofori, italiana (n. 1837)
- 1881 - Melchior Paul von Deschwanden, pittore svizzero (n. 1811)
- 1881 - August Treboniu Laurian, linguista rumeno (n. 1810)
- 1883 - Sofija Nikolaevna Raevskaya, nobildonna russa (n. 1806)
- 1883 - Scipione Volpicella, storico, scrittore e bibliotecario italiano (n. 1810)
- 1884 - Alessandro Negri di Sanfront, ufficiale e politico italiano (n. 1804)
- 1886 - Giovanni De Falco, politico e magistrato italiano (n. 1818)
- 1886 - Gaetano Sacchi, militare e patriota italiano (n. 1824)
- 1886 - Domenico Tonarelli, politico e prefetto italiano (n. 1820)
- 1887 - Augustin-Magloire Blanchet, missionario e vescovo cattolico canadese (n. 1797)
- 1889 - Muhammad Mushtaq Ali Khan Bahadur, principe indiano (n. 1856)
- 1889 - Carlo Sacconi, cardinale e arcivescovo cattolico italiano (n. 1808)
- 1890 - Francesco Aggazzotti, avvocato, agronomo e enologo italiano (n. 1811)
- 1890 - Karl Emil von Schafhäutl, fisico, geologo e musicologo tedesco (n. 1803)
- 1894 - Steele MacKaye, attore teatrale e inventore statunitense (n. 1842)
- 1895 - Henry Bruce, I barone Aberdare, politico inglese (n. 1815)
- 1895 - Royal E. House, inventore statunitense (n. 1814)
- 1897 - Marie-Cornélie Falcon, soprano francese (n. 1814)
- 1897 - Gabriele Rosa, patriota e scrittore italiano (n. 1812)
- 1898 - Lydia Piva, poetessa italiana (n. 1877)
- 1899 - Paul Julius Reuter, imprenditore e giornalista tedesco (n. 1816)

## XX secolo(262)
- 1901 - Wojciech Gerson, pittore polacco (n. 1831)
- 1902 - Michail Vasil'evič Pevcov, militare e esploratore russo (n. 1843)
- 1903 - Eusebio Blasco, scrittore, giornalista e poeta spagnolo (n. 1844)
- 1903 - Aleksander Alekseevič Bobrinskij, politico e genealogista russo (n. 1823)
- 1903 - Francesco Marzi, politico italiano (n. 1823)
- 1904 - Elena Fabris Bellavitis, scrittrice italiana (n. 1861)
- 1904 - Benedetto Sborgi, tipografo italiano (n. 1821)
- 1905 - Cesare Cerruti, politico italiano (n. 1820)
- 1905 - Edward Cooper, politico statunitense (n. 1824)
- 1905 - William Martin, velista francese (n. 1828)
- 1905 - Albert Benjamin Prescott, chimico statunitense (n. 1832)
- 1906 - Jean-Baptiste Abbeloos, orientalista belga (n. 1836)
- 1906 - Anton Stepanovič Arenskij, compositore e pianista russo (n. 1861)
- 1907 - Paul Guiraud, storico francese (n. 1850)
- 1907 - Karl Mayer-Eymar, paleontologo e geologo svizzero (n. 1826)
- 1907 - Wilhelm von Diez, pittore tedesco (n. 1839)
- 1908 - Frank Pierce, maratoneta statunitense (n. 1883)
- 1908 - Marco Aurelio Soto, politico honduregno (n. 1846)
- 1908 - Francesco Valaperta, pittore italiano (n. 1836)
- 1909 - Caran d'Ache, disegnatore e umorista francese (n. 1858)
- 1910 - Worthington Whittredge, pittore statunitense (n. 1820)
- 1911 - Luciano Ferragni, avvocato e politico italiano (n. 1853)
- 1911 - Frances Harper, attivista, poetessa e scrittrice statunitense (n. 1825)
- 1911 - Friedrich Spielhagen, scrittore tedesco (n. 1829)
- 1911 - Fritz von Uhde, pittore tedesco (n. 1848)
- 1912 - Guglielmo IV di Lussemburgo, nobile (n. 1852)
- 1914 - John Tenniel, pittore e illustratore britannico (n. 1820)
- 1915 - Giovanni Battista Fabbio, militare italiano (n. 1828)
- 1920 - Tommaso Senise, politico italiano (n. 1848)
- 1921 - Renato Fucini, poeta, scrittore e insegnante italiano (n. 1843)
- 1922 - Henri Landru, criminale e serial killer francese (n. 1869)
- 1923 - Mariano Gomar de las Infantas, avvocato e politico spagnolo (n. 1855)
- 1924 - Giacomo Bellacchi, matematico italiano (n. 1838)
- 1925 - Alessandro Guarracino, avvocato e politico italiano (n. 1860)
- 1925 - Camille Ournac, politico francese (n. 1845)
- 1926 - Calcedonio Inghilleri, politico italiano (n. 1836)
- 1927 - Lynn Reynolds, regista e sceneggiatore statunitense (n. 1891)
- 1927 - Federico Stella, attore teatrale, drammaturgo e impresario teatrale italiano (n. 1842)
- 1928 - Marino Fabbri, militare italiano (n. 1896)
- 1928 - Toribio Romo González, presbitero messicano (n. 1900)
- 1928 - Gyula Kakas, ginnasta ungherese (n. 1875)
- 1928 - William O'Brien, patriota, giornalista e politico irlandese (n. 1852)
- 1929 - Alexander Binder, fotografo tedesco (n. 1888)
- 1929 - Adolphe Alexandre Lesrel, pittore francese (n. 1839)
- 1929 - Antonio Vico, cardinale e arcivescovo cattolico italiano (n. 1847)
- 1930 - Alfred Downing Fripp, chirurgo inglese (n. 1865)
- 1930 - Callisto Caravario, religioso e santo italiano (n. 1903)
- 1930 - Luigi Versiglia, vescovo cattolico italiano (n. 1873)
- 1931 - Frances Campbell, nobildonna scozzese (n. 1858)
- 1932 - Hartmann Grisar, religioso e storico tedesco (n. 1845)
- 1932 - Antonio Sarno, filosofo italiano (n. 1887)
- 1933 - Jules Andrade, matematico francese (n. 1857)
- 1933 - Fabrizio Padula, chirurgo italiano (n. 1861)
- 1933 - Guido Toja, matematico italiano (n. 1870)
- 1934 - Elizabeth Gertrude Knight, botanica statunitense (n. 1861)
- 1934 - Francesco Paolo Cacciapuoti, chirurgo e politico italiano (n. 1848)
- 1934 - John McGraw, giocatore di baseball e allenatore di baseball statunitense (n. 1873)
- 1936 - Arthur Amundsen, ginnasta norvegese (n. 1886)
- 1936 - Anna Boch, pittrice belga (n. 1848)
- 1937 - Guy Newall, regista, sceneggiatore e attore britannico (n. 1885)
- 1938 - George Randolph Barse, pittore statunitense (n. 1861)
- 1938 - Carlo Follini, pittore italiano (n. 1848)
- 1938 - Giuseppe Francesco Danza, magistrato e politico italiano (n. 1872)
- 1939 - Alberto Magri, pittore e incisore italiano (n. 1880)
- 1939 - Marmaduke Wetherell, attore, sceneggiatore e regista britannico (n. 1884)
- 1940 - Pentti Tevä, aviatore e militare finlandese (n. 1907)
- 1940 - Maria Anna d'Asburgo-Teschen, nobildonna austriaca (n. 1882)
- 1941 - Tito Collevati, ginnasta italiano (n. 1891)
- 1941 - Edward Dewhurst, tennista australiano (n. 1870)
- 1941 - Arturo Pazzi, architetto italiano (n. 1867)
- 1941 - Alfred Powlesland, crickettista britannico (n. 1875)
- 1943 - Antonio Luigi Are, politico e avvocato italiano (n. 1852)
- 1943 - Abraham Buschke, dermatologo tedesco (n. 1868)
- 1943 - Henry E. Dixey, attore e impresario teatrale statunitense (n. 1859)
- 1943 - Benvenuto Gioda, generale italiano (n. 1886)
- 1944 - Siegfried Schnell, aviatore tedesco (n. 1916)
- 1945 - Giuseppe Catani Chiti, pittore e scultore italiano (n. 1866)
- 1945 - Francesco Cavallini, calciatore italiano (n. 1896)
- 1945 - Ernst Stein, storico austriaco (n. 1891)
- 1945 - Mário de Andrade, scrittore, musicologo e critico letterario brasiliano (n. 1893)
- 1946 - René Le Grevès, ciclista su strada e pistard francese (n. 1910)
- 1948 - Giuseppe Bugatto, politico austro-ungarico (n. 1873)
- 1948 - Juan Esteban Montero Rodríguez, politico cileno (n. 1879)
- 1949 - Juan Sinforiano Bogarín, arcivescovo cattolico paraguaiano (n. 1863)
- 1949 - Lidia Poët, avvocata italiana (n. 1855)
- 1950 - George Richards Minot, medico statunitense (n. 1885)
- 1950 - Joseph Stadler, altista e triplista statunitense (n. 1880)
- 1950 - Josef Toufar, presbitero ceco (n. 1902)
- 1951 - Francis Defago, calciatore e allenatore di calcio svizzero (n. 1911)
- 1951 - Margaret Mayo, commediografa, attrice e sceneggiatrice statunitense (n. 1882)
- 1951 - Martina von Trapp, cantante austriaca (n. 1921)
- 1952 - Pietro Barcellona, magistrato e politico italiano (n. 1866)
- 1952 - Ricardo Galeazzi, medico italiano (n. 1866)
- 1953 - Mokichi Saitō, poeta e psichiatra giapponese (n. 1882)
- 1953 - Sergej Vinogradskij, microbiologo e ecologo russo (n. 1856)
- 1953 - Francesca d'Orléans, principessa francese (n. 1902)
- 1954 - Pietro Barbieri, calciatore italiano (n. 1901)
- 1954 - Juan Cilley, calciatore argentino (n. 1898)
- 1954 - Jurij Janovs'kyj, scrittore ucraino (n. 1902)
- 1954 - Auguste Perret, architetto e imprenditore francese (n. 1874)
- 1955 - William Dupree, bobbista statunitense (n. 1909)
- 1955 - Sybil Primrose, scrittrice e artista britannica (n. 1879)
- 1956 - Francesco Guglielmino, poeta, latinista e critico letterario italiano (n. 1872)
- 1956 - Marij Kogoj, compositore jugoslavo (n. 1892)
- 1956 - Elmer Drew Merrill, botanico statunitense (n. 1876)
- 1956 - Philip Tilden, architetto inglese (n. 1887)
- 1956 - Francesco Giustino Troilo, politico italiano (n. 1888)
- 1957 - Ada Cristina Almirante, attrice italiana (n. 1884)
- 1957 - Bruno Giacconi, militare, tiratore a volo e politico italiano (n. 1889)
- 1958 - Cosma Manera, militare italiano (n. 1876)
- 1958 - Ole Sørensen, velista norvegese (n. 1883)
- 1959 - René Belbenoît, scrittore francese (n. 1899)
- 1959 - Céline Martin, monaca cristiana francese (n. 1869)
- 1959 - Alojz Kraigher, scrittore, drammaturgo e medico sloveno (n. 1877)
- 1960 - Alberto Chiarugi, botanico italiano (n. 1901)
- 1960 - Philipp Haeuser, presbitero tedesco (n. 1876)
- 1960 - Ali Shaukat, hockeista su prato indiano (n. 1897)
- 1961 - Gino Gasperini, magistrato e politico italiano (n. 1885)
- 1961 - Sebastiano Visconti Prasca, generale italiano (n. 1883)
- 1962 - Maria Ludovica De Angelis, religiosa italiana (n. 1880)
- 1962 - Anatolij Nikolaevič Obuchov, ballerino russo (n. 1896)
- 1963 - Ippolito Luigi De Cristofaro, politico italiano (n. 1884)
- 1963 - Melville Jean Herskovits, antropologo e storico statunitense (n. 1895)
- 1964 - Alexander Archipenko, scultore ucraino (n. 1887)
- 1964 - Johnny Burke, paroliere statunitense (n. 1908)
- 1964 - Leonard Hussey, meteorologo e esploratore britannico (n. 1891)
- 1964 - Hinrich Lohse, politico tedesco (n. 1896)
- 1964 - Grace Metalious, scrittrice statunitense (n. 1924)
- 1965 - Guido Manacorda, germanista e traduttore italiano (n. 1879)
- 1965 - Leo Sirota, pianista russo (n. 1885)
- 1965 - Giuseppe Varni, attore polacco (n. 1902)
- 1965 - S. Fowler Wright, scrittore britannico (n. 1874)
- 1966 - Viktor Andreevič Kravčenko, diplomatico e militare sovietico (n. 1905)
- 1967 - Mario Longhena, politico italiano (n. 1876)
- 1967 - Victor Tourneur, numismatico, storico e etnologo belga (n. 1878)
- 1968 - Augusto Bissiri, inventore italiano (n. 1879)
- 1968 - George Marion Jr., sceneggiatore statunitense (n. 1899)
- 1968 - Léon Pickers, pallanuotista belga (n. 1937)
- 1969 - Władysław Dobrowolski, schermidore polacco (n. 1896)
- 1969 - Barney e Betty Hill, statunitense (n. 1922)
- 1969 - Jan Zajíc, patriota cecoslovacco (n. 1950)
- 1970 - Giovanni Del Curto, politico italiano (n. 1890)
- 1970 - Adalgisa Giana, cantante lirica italiana (n. 1888)
- 1970 - Aurelio Natoli Lamantea, politico e giornalista italiano (n. 1888)
- 1970 - Mark Rothko, pittore statunitense (n. 1903)
- 1971 - Theodor Svedberg, chimico svedese (n. 1884)
- 1972 - Hilma Granqvist, antropologa e sociologa finlandese (n. 1890)
- 1972 - Hugo Steinhaus, matematico polacco (n. 1887)
- 1973 - Cafiero Filippelli, pittore italiano (n. 1889)
- 1973 - Bruno Ubertini, veterinario italiano (n. 1901)
- 1974 - Frode Bjerkholt, calciatore norvegese (n. 1894)
- 1974 - Francesco Paolo Bontate, mafioso italiano (n. 1914)
- 1974 - Lothar Mendes, regista, sceneggiatore e attore inglese (n. 1894)
- 1974 - Goffredo Nannini, politico italiano (n. 1917)
- 1975 - Lorenzo Ferri, scultore e educatore italiano (n. 1902)
- 1975 - Elijah Muhammad, attivista e religioso statunitense (n. 1897)
- 1976 - Marcos Guerra, calciatore brasiliano
- 1976 - Paul May, regista, sceneggiatore e produttore cinematografico tedesco (n. 1909)
- 1976 - Tarquinia Tarquini, soprano italiano (n. 1882)
- 1976 - Gino Vandelli, calciatore italiano (n. 1902)
- 1977 - Giorgio Carlo Calvi di Bergolo, nobile e generale italiano (n. 1887)
- 1977 - Patricia Haines, attrice britannica (n. 1932)
- 1977 - Robert P. McCulloch, imprenditore e inventore statunitense (n. 1911)
- 1977 - The Teng Chun, regista, produttore cinematografico e sceneggiatore indonesiano (n. 1902)
- 1977 - Bertel Ulrichsen, calciatore norvegese (n. 1901)
- 1978 - Alfred Marshall Bailey, ornitologo statunitense (n. 1894)
- 1978 - Margarete Bieber, archeologa e storica dell'arte tedesca (n. 1879)
- 1978 - Ján Poničan, poeta, scrittore e drammaturgo slovacco (n. 1902)
- 1978 - Friedrich Zipfel, storico e scrittore tedesco (n. 1920)
- 1979 - Henrich Focke, ingegnere aeronautico e imprenditore tedesco (n. 1890)
- 1979 - Les Pugh, cestista statunitense (n. 1922)
- 1980 - Robert Hayden, poeta e saggista statunitense (n. 1913)
- 1980 - Ahmad Shuqayri, politico palestinese (n. 1908)
- 1981 - Raffaele Cormio, fumettista e illustratore italiano (n. 1941)
- 1981 - Leonard Howell, predicatore giamaicano (n. 1898)
- 1981 - Martin Löpelmann, politico e filologo tedesco (n. 1891)
- 1981 - Gun'ichi Mikawa, ammiraglio giapponese (n. 1888)
- 1981 - Elda di Veroli, soprano italiana (n. 1892)
- 1982 - Yuen Ren Chao, linguista e poeta cinese (n. 1892)
- 1982 - Ilse Fehling, costumista e scultrice tedesca (n. 1896)
- 1982 - Gottfried Fuchs, calciatore tedesco (n. 1889)
- 1982 - Walter Kaiser, calciatore tedesco (n. 1907)
- 1982 - Giancarlo Marmori, scrittore e giornalista italiano (n. 1926)
- 1982 - Christian Schad, pittore tedesco (n. 1894)
- 1982 - Pere Solé, calciatore spagnolo (n. 1905)
- 1983 - Mignon Anderson, attrice statunitense (n. 1892)
- 1983 - Biri, paroliera italiana (n. 1909)
- 1983 - Tommaso Papa, presbitero, storico e poeta italiano (n. 1907)
- 1983 - Tennessee Williams, drammaturgo, scrittore e sceneggiatore statunitense (n. 1911)
- 1983 - Pietro Zangheri, naturalista e scrittore italiano (n. 1889)
- 1984 - Bahram Afzali, militare iraniano (n. 1937)
- 1984 - Roger Couderc, giornalista francese (n. 1918)
- 1984 - Luka Kaliterna, allenatore di calcio e calciatore croato (n. 1893)
- 1984 - Simón Lecue, calciatore spagnolo (n. 1912)
- 1984 - Bob Ogle, animatore, sceneggiatore e doppiatore statunitense (n. 1926)
- 1984 - Roza Papo, medico e partigiana jugoslava (n. 1914)
- 1984 - Nicola Rubino, scultore e pittore italiano (n. 1905)
- 1984 - Johann von Gardner, vescovo ortodosso, musicologo e critico musicale russo (n. 1898)
- 1985 - Marianne Oswald, cantante e attrice francese (n. 1901)
- 1985 - Damiana Sette, centenaria italiana (n. 1877)
- 1986 - Pasquale Festa Campanile, regista, sceneggiatore e scrittore italiano (n. 1927)
- 1986 - Henriette Grindat, fotografa svizzera (n. 1923)
- 1986 - Ettore Viola, militare e politico italiano (n. 1894)
- 1987 - James Coco, attore statunitense (n. 1930)
- 1987 - Edgar Nixon, attivista statunitense (n. 1899)
- 1988 - Bernard Ashmole, archeologo inglese (n. 1894)
- 1988 - Dori Seda, fumettista statunitense (n. 1951)
- 1989 - Quirino Bezzi, scrittore italiano (n. 1914)
- 1989 - Robert Foulk, attore statunitense (n. 1908)
- 1989 - Jacobus Haring, compositore di scacchi olandese (n. 1913)
- 1989 - Margo Lion, cantante, cabarettista e attrice francese (n. 1899)
- 1989 - Mouloud Mammeri, scrittore, linguista e antropologo berbero (n. 1917)
- 1990 - Amerigo Salati, calciatore e allenatore di calcio italiano (n. 1916)
- 1991 - Albino Baldan, canottiere italiano (n. 1925)
- 1991 - Sverre Hansen, lunghista norvegese (n. 1899)
- 1991 - Suleiman Ali Nashnush, cestista e attore libico (n. 1943)
- 1991 - Otto Tibulski, calciatore tedesco (n. 1912)
- 1991 - Igor' Vladimirovič Šatrov, regista sovietico (n. 1918)
- 1992 - Maria Luisa Belleli, francesista, traduttrice e poetessa italiana (n. 1909)
- 1992 - Zlatko Celent, canottiere croato (n. 1952)
- 1992 - Ollie O'Toole, attore statunitense (n. 1912)
- 1993 - Francisco Albino, calciatore portoghese (n. 1912)
- 1993 - Eddie Constantine, attore e cantante statunitense (n. 1917)
- 1993 - Luigi Origgi, calciatore italiano (n. 1928)
- 1994 - Heinrich Altvater, calciatore tedesco (n. 1902)
- 1994 - Russell Bufalino, mafioso italiano (n. 1903)
- 1994 - Givi Chokheli, calciatore e allenatore di calcio sovietico (n. 1937)
- 1994 - Ferenc Fleck, compositore di scacchi ungherese (n. 1908)
- 1994 - Baruch Goldstein, terrorista e criminale statunitense (n. 1956)
- 1994 - Gaspare Papa, politico italiano (n. 1915)
- 1994 - Yann Piat, politica francese (n. 1949)
- 1994 - Jersey Joe Walcott, pugile statunitense (n. 1914)
- 1995 - Francesco Antonazzi, dirigente sportivo, allenatore di calcio e calciatore italiano (n. 1924)
- 1995 - Luciano Bonfiglioli, cantante italiano (n. 1922)
- 1995 - Jimmy Chetcuti, pallanuotista maltese (n. 1913)
- 1995 - O Jin-u, generale e politico nordcoreano (n. 1917)
- 1995 - Gian Domenico Pisapia, avvocato e giurista italiano (n. 1915)
- 1995 - Rani Maria Vattalil, religiosa indiana (n. 1954)
- 1996 - Vehbi Koç, imprenditore e filantropo turco (n. 1901)
- 1996 - Elvy Lissiak, attrice italiana (n. 1929)
- 1996 - Haing S. Ngor, medico, attore e scrittore cambogiano (n. 1940)
- 1996 - Alberto Romano, militare italiano (n. 1917)
- 1996 - Alina Scholtz, architetta polacca (n. 1908)
- 1996 - Margherita Zoebeli, educatrice e pedagogista svizzera (n. 1912)
- 1997 - Ugo Poletti, cardinale e arcivescovo cattolico italiano (n. 1914)
- 1997 - Andrej Donatovič Sinjavskij, scrittore e critico letterario sovietico (n. 1925)
- 1998 - Giovanni Baltaro, politico, partigiano e sindacalista italiano (n. 1910)
- 1998 - Frans Bonduel, ciclista su strada belga (n. 1907)
- 1998 - Francesca Braggiotti, danzatrice e attrice italiana (n. 1902)
- 1998 - Wanda Jakubowska, regista e sceneggiatrice polacca (n. 1907)
- 1998 - Umberto Mastroianni, scultore, pittore e partigiano italiano (n. 1910)
- 1998 - Lia Pasqualino Noto, pittrice e collezionista d'arte italiana (n. 1909)
- 1998 - Pruden Sánchez, calciatore spagnolo (n. 1916)
- 1998 - Vico Torriani, cantante, attore e conduttore televisivo svizzero (n. 1920)
- 1998 - Luigi Veronesi, pittore, fotografo e regista italiano (n. 1908)
- 1999 - Glenn Theodore Seaborg, chimico statunitense (n. 1912)
- 1999 - Štěpán Zavřel, pittore, illustratore e scrittore ceco (n. 1932)
- 2000 - Pëtr Breus, pallanuotista sovietico (n. 1927)
- 2000 - Odd Frivold, calciatore norvegese (n. 1948)
- 2000 - Samim Göreç, cestista e allenatore di pallacanestro turco (n. 1924)
- 2000 - Doris Löve, botanica svedese (n. 1918)
- 2000 - Aleksandar Živković, calciatore jugoslavo (n. 1912)

## XXI secolo(143)
- 2001 - A. R. Ammons, poeta statunitense (n. 1926)
- 2001 - Édouard Artigas, schermidore francese (n. 1906)
- 2001 - Donald Bradman, crickettista australiano (n. 1908)
- 2001 - Pietro Di Giacomo, magistrato e politico italiano (n. 1911)
- 2001 - Giovanni Grimaldi, regista e sceneggiatore italiano (n. 1917)
- 2001 - Giorgio Lo Cascio, cantautore e giornalista italiano (n. 1951)
- 2001 - Roberto Mariani, architetto italiano (n. 1938)
- 2001 - L. R. Wright, scrittrice canadese (n. 1939)
- 2002 - Vittorio Sgroi, magistrato e giurista italiano (n. 1926)
- 2003 - Alvaro Amici, cantautore e attore italiano (n. 1936)
- 2003 - Aleksandr Kemurdžian, ingegnere aeronautico sovietico (n. 1921)
- 2004 - Estelle Axton, produttrice discografica statunitense (n. 1918)
- 2004 - Jacques Georges, dirigente sportivo francese (n. 1916)
- 2004 - Henryk Jaźnicki, calciatore, cestista e pallavolista polacco (n. 1917)
- 2004 - Jurij Ozerov, cestista e allenatore di pallacanestro sovietico (n. 1928)
- 2005 - Vittorio Basaglia, artista italiano (n. 1936)
- 2005 - Peter Benenson, attivista, avvocato e filantropo britannico (n. 1921)
- 2005 - Atif Sidqi, politico egiziano (n. 1930)
- 2005 - Norberto Napolitano, chitarrista, cantante e compositore argentino (n. 1950)
- 2005 - Jean Prat, rugbista a 15 e allenatore di rugby a 15 francese (n. 1923)
- 2005 - Vincenzo Russo, politico italiano (n. 1924)
- 2005 - Noboru Sugimura, scrittore e sceneggiatore giapponese (n. 1948)
- 2006 - Tsegaye Gabre-Medhin, poeta, scrittore e drammaturgo etiope (n. 1936)
- 2006 - Darren McGavin, attore statunitense (n. 1922)
- 2006 - Daniele Oppi, pittore e pubblicitario italiano (n. 1932)
- 2007 - Mark Spoelstra, cantautore e chitarrista statunitense (n. 1940)
- 2007 - Jan Teplý, attore ceco (n. 1931)
- 2008 - Jimmy Dugdale, calciatore inglese (n. 1932)
- 2008 - Static Major, cantante statunitense (n. 1974)
- 2008 - Luigi Matrone, politico italiano (n. 1923)
- 2009 - Ian Carr, trombettista e compositore scozzese (n. 1933)
- 2009 - Philip José Farmer, scrittore e autore di fantascienza statunitense (n. 1918)
- 2009 - Bill Holm, scrittore, poeta e docente statunitense (n. 1943)
- 2009 - Niall O'Brien, attore irlandese (n. 1946)
- 2009 - Deb Smith, cestista e allenatore di pallacanestro statunitense (n. 1920)
- 2010 - İhsan Doğramacı, pediatra e imprenditore turco (n. 1915)
- 2010 - Enzo Ferretti, cestista italiano (n. 1920)
- 2010 - Andrew Koenig, attore statunitense (n. 1968)
- 2010 - Miloš Marković, pallanuotista jugoslavo (n. 1947)
- 2010 - Virgilio Muzzi, fumettista italiano (n. 1923)
- 2010 - Roger Prahin, cestista svizzero (n. 1923)
- 2010 - Efren Torres, pugile messicano (n. 1943)
- 2010 - Jean-Claude Valla, giornalista e storico francese (n. 1944)
- 2011 - Isidora Aguirre, scrittrice e drammaturga cilena (n. 1919)
- 2011 - Alcide Berloffa, politico italiano (n. 1922)
- 2011 - Giampiero Gerosa, giornalista e scrittore italiano (n. 1920)
- 2011 - Maria Isser, slittinista austriaca (n. 1929)
- 2011 - Bror Karlsson, calciatore svedese (n. 1921)
- 2011 - Giovanni Marigliano, paroliere italiano (n. 1934)
- 2012 - André Joy, fumettista francese (n. 1925)
- 2012 - Maurice André, trombettista francese (n. 1933)
- 2012 - Dick Davies, cestista statunitense (n. 1936)
- 2012 - Bruno Duranti, arbitro di pallacanestro italiano (n. 1941)
- 2012 - Erland Josephson, attore e regista svedese (n. 1923)
- 2013 - Abdelhamid Abou Zeid, terrorista algerino (n. 1965)
- 2013 - Georg Bleher, militare tedesco (n. 1919)
- 2013 - Allan B. Calhamer, autore di giochi statunitense (n. 1931)
- 2013 - Fausto Lena, calciatore italiano (n. 1933)
- 2013 - Luigi Natali, politico e avvocato italiano (n. 1915)
- 2013 - Willy Rizzo, fotografo e designer italiano (n. 1928)
- 2013 - Bruno Schmelzinger, militare tedesco (n. 1922)
- 2013 - Dan Toler, chitarrista statunitense (n. 1948)
- 2013 - Milan Velimirović, compositore di scacchi serbo (n. 1952)
- 2014 - Günther Brennecke, hockeista su prato tedesco (n. 1927)
- 2014 - Antonio Cermeño, pugile venezuelano (n. 1969)
- 2014 - Mário Coluna, calciatore portoghese (n. 1935)
- 2014 - Paco de Lucía, chitarrista, compositore e produttore discografico spagnolo (n. 1947)
- 2014 - Gordon Nutt, allenatore di calcio e calciatore inglese (n. 1932)
- 2014 - Gene Pyrz, attore canadese (n. 1956)
- 2015 - Harve Bennett, produttore cinematografico, produttore televisivo e sceneggiatore statunitense (n. 1930)
- 2015 - Robert Brisart, filosofo belga (n. 1953)
- 2015 - Eugenie Clark, ittiologa statunitense (n. 1922)
- 2015 - Nuccio Messina, giornalista italiano (n. 1929)
- 2015 - Antonio Monselesan, attore e allenatore di pugilato italiano (n. 1941)
- 2015 - Marino Ronchi, pittore, illustratore e critico d'arte italiano (n. 1921)
- 2015 - Marian Szeja, calciatore polacco (n. 1941)
- 2016 - Tony Burton, attore e pugile statunitense (n. 1937)
- 2016 - Jim Clark, montatore e regista britannico (n. 1931)
- 2016 - François Dupeyron, regista e sceneggiatore francese (n. 1950)
- 2016 - Ekki Göpelt, cantante, conduttore televisivo e conduttore radiofonico tedesco (n. 1945)
- 2016 - Miloš Hájek, storico e politico ceco (n. 1921)
- 2016 - Otto-Werner Mueller, direttore d'orchestra e docente tedesco (n. 1926)
- 2016 - Monica Samassa, attrice italiana (n. 1965)
- 2016 - Leandro Temporini, calciatore argentino (n. 1975)
- 2017 - Angelo Buratti, allenatore di calcio e calciatore italiano (n. 1932)
- 2017 - Neil Fingleton, cestista e attore britannico (n. 1980)
- 2017 - Bill Paxton, attore, regista e produttore cinematografico statunitense (n. 1955)
- 2018 - Sergio Balanzino, diplomatico italiano (n. 1934)
- 2018 - Branko Kubala, calciatore cecoslovacco (n. 1949)
- 2018 - Leonard Leisching, pugile sudafricano (n. 1934)
- 2018 - Carlo Lima, attore italiano (n. 1935)
- 2019 - Tom Ballard, alpinista britannico (n. 1988)
- 2019 - Fulvio Camerini, politico e cardiologo italiano (n. 1925)
- 2019 - Mark Hollis, cantautore e compositore britannico (n. 1955)
- 2019 - Waldo Machado, calciatore brasiliano (n. 1934)
- 2019 - Daniele Nardi, alpinista italiano (n. 1976)
- 2019 - Graham Newton, calciatore inglese (n. 1942)
- 2019 - Janet Asimov, psichiatra, psicoanalista e scrittrice di fantascienza statunitense (n. 1926)
- 2019 - Giuseppe Rosica, arbitro di calcio e dentista italiano (n. 1956)
- 2019 - Lisa Sheridan, attrice statunitense (n. 1974)
- 2020 - Nikki Fritz, attrice statunitense (n. 1964)
- 2020 - Nesby Glasgow, giocatore di football americano statunitense (n. 1957)
- 2020 - Dmitrij Timofeevič Jazov, generale e politico russo (n. 1924)
- 2020 - Haim Kastan, cestista e allenatore di pallacanestro israeliano (n. 1935)
- 2020 - Hosni Mubarak, politico e generale egiziano (n. 1928)
- 2020 - David Roback, chitarrista e cantautore statunitense (n. 1958)
- 2020 - Paolo Toldo, generale italiano (n. 1931)
- 2021 - Arkadij Davidovič, scrittore e aforista russo (n. 1930)
- 2021 - Craig Dixon, ostacolista statunitense (n. 1926)
- 2021 - Peter Gotti, mafioso statunitense (n. 1939)
- 2021 - Bede Vincent Heather, vescovo cattolico australiano (n. 1928)
- 2021 - Frank Holness, cestista e allenatore di pallacanestro panamense
- 2021 - Muriel Marland-Militello, politica francese (n. 1943)
- 2021 - Vincenzo Musardo, artista, pittore e scultore italiano (n. 1943)
- 2021 - Yves Ramousse, vescovo cattolico e missionario francese (n. 1928)
- 2021 - Fausto Rovelli, cardiologo italiano (n. 1918)
- 2021 - Juan Francisco Sarasti Jaramillo, arcivescovo cattolico colombiano (n. 1938)
- 2021 - Finn Sterobo, calciatore danese (n. 1933)
- 2021 - Ton Thie, calciatore olandese (n. 1944)
- 2022 - Andreina Griseri, storica dell'arte italiana (n. 1925)
- 2022 - Farrah Forke, attrice statunitense (n. 1968)
- 2022 - Laurel Goodwin, attrice statunitense (n. 1942)
- 2022 - Shirley Hughes, scrittrice e illustratrice britannica (n. 1927)
- 2022 - Hennadij Matuljak, aviatore e militare ucraino (n. 1977)
- 2022 - Oleksandr Oksančenko, aviatore e militare ucraino (n. 1968)
- 2022 - Dick Versace, allenatore di pallacanestro e dirigente sportivo statunitense (n. 1940)
- 2023 - Victor Babiuc, giurista e politico rumeno (n. 1938)
- 2023 - François Hadji-Lazaro, cantautore, polistrumentista e attore francese (n. 1956)
- 2023 - Fred Miller, giocatore di football americano statunitense (n. 1940)
- 2023 - Edith Peinemann, violinista e insegnante tedesca (n. 1937)
- 2023 - Gordon Pinsent, attore, doppiatore e cantante canadese (n. 1930)
- 2024 - Carlo Bavagnoli, fotoreporter italiano (n. 1932)
- 2024 - Patrick Cormack, politico, storico e giornalista britannico (n. 1939)
- 2024 - Charles Dierkop, attore statunitense (n. 1936)
- 2024 - Gabriela Grillo, cavallerizza tedesca (n. 1952)
- 2024 - Georg Riedel, musicista e compositore svedese (n. 1934)
- 2024 - Zong Qinghou, imprenditore cinese (n. 1945)
- 2025 - Bernard Brochand, politico francese (n. 1938)
- 2025 - Jennifer Johnston, scrittrice irlandese (n. 1930)
- 2025 - Lis Nilheim, attrice svedese (n. 1944)
- 2025 - Roberto Orci, sceneggiatore, produttore cinematografico e produttore televisivo messicano (n. 1973)
- 2025 - Paola Orlandi, cantautrice italiana (n. 1938)
- 2025 - Kazimierz Romaniuk, vescovo cattolico e biblista polacco (n. 1927)